# 巩溪宫
巩溪宫，位于中国福建省莆田市涵江区新县镇广宫村，宋建炎四年（1130年）始建，明重建。祀妈祖。由前殿、天井、正殿等组成。两殿均单檐歇山顶，面阔、进深各三间，明间抬梁式木构架。宫内16根梭形瓜楞石柱等为宋代遗物。2005年5月11日公布为第六批福建省文物保护单位。